# Hi Hi Puffy AmiYumi (album)
Hi Hi Puffy AmiYumi – album kompilacyjny J-Popowego duetu Puffy AmiYumi wydany w 2004 (zobacz 2004 w muzyce). W albumie znalazły się piosenki wykorzystane w serialu animowanym o tym samym tytule.

## Lista utworów
1. "Hi Hi" (Onuki, Yoshimura, Sturmer) - 2:54
2. "Friends Forever" (Sturmer) - 4:03
3. "Planet Tokyo" (Sturmer) - 3:50
4. "Joining a Fan Club" (Manning, Sturmer) - 3:58
5. "Forever" (Sturmer) - 2:29
6. "V-A-C-A-T-I-O-N" (Yasuharu) - 3:30
7. "Love So Pure" (Sturmer) - 3:57
8. "True Asia" (Inoue, Okuda) - 4:40
9. "Boogie-Woogie No. 5" (Okuda) - 4:10
10. "That's the Way It Is" (znane też jako "Koregawatashino Ikirumichi"; Okuda) - 3:19
11. "Sunrise" (Onuki, Yoshimura, Sturmer) - 3:56
12. "Into the Beach" (znane też jako "To the Beach"; Okuda) - 3:12
13. "December" (Onuki, Yoshimura, Sturmer) - 4:20
14. "Teen Titans Theme" (Sturmer) - 5:38